# Andeer
Andeer är en ort och kommun i regionen Viamala i kantonen Graubünden, Schweiz. Kommunen har 926 invånare (2023) och ligger på ömse sidor av floden Hinterrhein i landskapet Schams (rätoromanska Schons). De flesta bor på östra sidan av Hinterrhein, främst i centralorten Andeer, men också i de mindre byarna Bärenburg, Pignia och Clugin, varav den sistnämnda ligger väster om floden. Pignia och Clugin var före 2009 egna kommuner. I Bärenburg ligger ruinen efter ett medeltida slott med samma namn.

## Språk

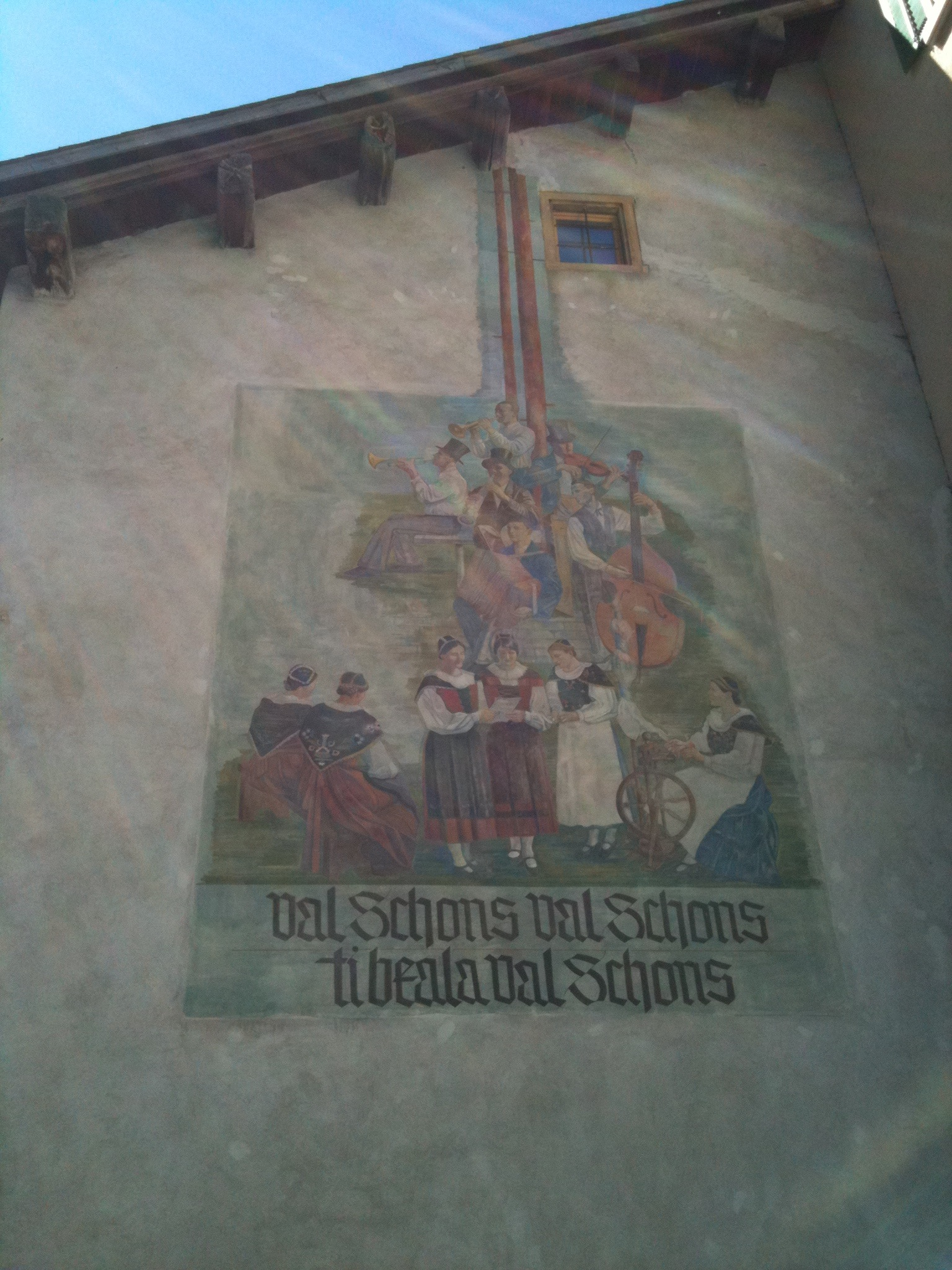
Väggmålning i Andeer, med inskription på sutselvisk rätoromanska: Val Schons Val Schons, ti beala Val Schons, som betyder "du vackra Schams-dal".

Det traditionella språket är sutsilvansk rätoromanska. Under andra halvan av 1800-talet började dock tyska språket vinna allt större insteg, och efter mitten av 1900-talet är de tyskspråkiga i majoritet. Numera har endast omkring en tiondel av befolkningen rätoromanska som modersmål.

## Religion

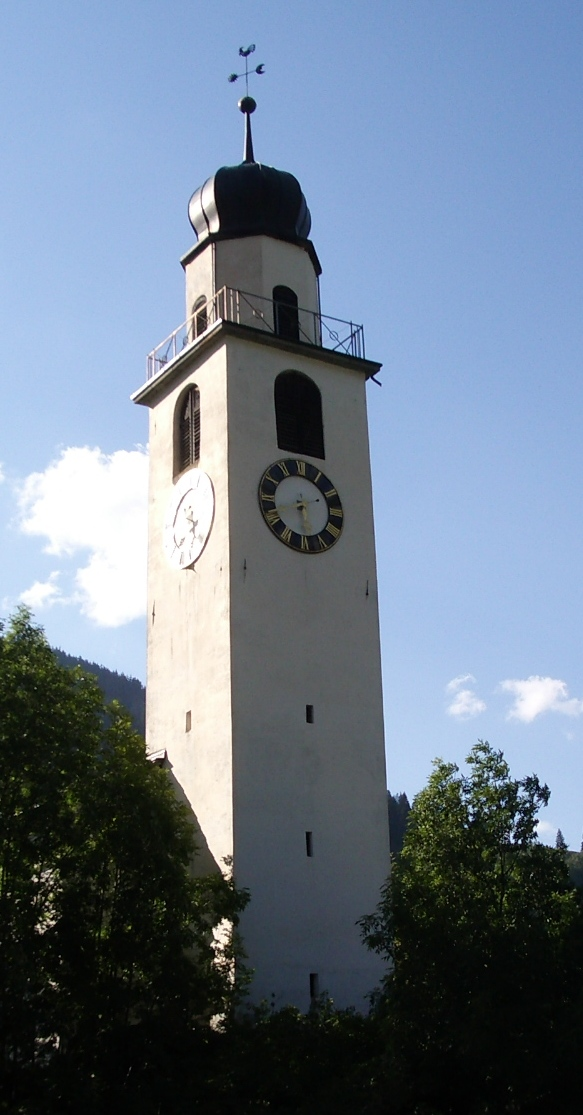

Kyrkan är sedan omkring 1530 reformert. Genom inflyttning finns numera en betydande katolsk minoritet, som sedan 1963 har en egen kyrka, gemensam för alla katoliker i såväl Schams som Avers.

## Utbildning
Låg- och mellanstadieskolan är tyskspråkig, men med rätoromanska som skolämne i årskurs 1-2. Den används även av grannkommunerna Ferrera, Rongellen och Zillis-Reischen. Högstadieskolan, likaledes tyskspråkig och gemensam för Schams och Avers, ligger i Zillis.

## Arbetsliv
Det lokala näringslivet präglas av främst tjänstesektorn, därnäst industrisektorn. Drygt en tredjedel pendlar ut till andra kommuner, främst till distriktshuvudorten Thusis en dryg mil norrut.